# 麦氏带双吸虫属
麦氏带双吸虫属（学名：MacCallozoum）为囊双科的一个属。

## 下属物种
本属包括以下物种：
- Maccallozoum epinepheli (MacCallum, 1917) Ishii, 1935
- 鲬麦氏双吸虫 Maccallozoum platycephali Ku & Shen, 1965